# Epitoxis ceryxoides
Epitoxis ceryxoides is een vlinder uit de familie spinneruilen (Erebidae), onderfamilie beervlinders (Arctiinae). De wetenschappelijke naam van de soort is voor het eerst geldig gepubliceerd in 1940 door Berio.
Deze nachtvlinder komt voor in tropisch Afrika.